# La battaglia di Engelchen
La battaglia di Engelchen (Smrt si říká Engelchen) è un film del 1963 diretto da Ján Kadár ed Elmar Klos.

## Trama
Durante la Seconda Guerra Mondiale, nella Cecoslovacchia occupata dai nazisti che sconfitti  si stanno ritirando.
I partigiani liberano le città, riportando vittorie.
Il protagonista Pavel, un partigiano, cerca di uccidere un suo acerrimo nemico, il comandante nazista Engelchen, con cui ha dei conti da regolare.
Ma il comandante riesce a scappare alla sua vendetta e il protagonista viene ferito gravemente, finendo in ospedale.
Sul letto d'ospedale, assistito da una suora e un buon dottore, è tormentato dai ricordi della guerra che ha visto.
Come in un incubo, continua a rivivere la sua esperienza di guerra.
Il suo pensiero torna spesso all'amante Marta, una spia dei partigiani presso i tedeschi.
Vediamo, attraverso i suoi ricordi, la lotta di resistenza.
Il protagonista, come si allude in una battuta del film, è stato prigioniero in un campo di concentramento tedesco e forse ha origini ebraiche. Ha quindi un odio implacabile verso i nazisti e i collaborazionisti.
Aderisce a una brigata partigiana e combatte eroicamente contro i nazifascisti, con azioni di guerriglia sui monti e sulle montagne.
È costretto a eliminare delle spie, dei cecoslovacchi collaborazionisti, che lavorano per i nazisti.
Nel film sono mostrate anche le esecuzioni sommarie dei partigiani.
Lo stesso protagonista uccide a sangue freddo un tenente dell'esercito tedesco, giustiziandolo con un colpo di pistola. I nazisti, contrariamente a molti film sulla Seconda guerra mondiale, sono tratteggiati come dei feroci mostri, ma mostrano pur sempre un lato umano.
Lo stesso tenente tedesco ucciso dal protagonista viene mostrato come un uomo, con una famiglia e interessi culturali. Egli va comunque eliminato, poiché è un aderente al nazismo, un occupante brutale e ha idee antisemite.
La guerra costringe anche i partigiani a commettere delle brutalità .
I resistenti le compiono convinti di lottare per una giusta causa, per cui è necessario anche assassinare a viso scoperto degli uomini.
Il partigiano protagonista si innamora di Marta, una interprete ceca del comando tedesco, che fa anche la spia per i partigiani e passa loro delle informazioni. È ebrea come il protagonista e ha una storia con lui.
Contemporaneamente la donna ha anche una storia con il comandante tedesco Engelchen.
L'ufficiale guida le azioni contro i partigiani ed è molto feroce.
Il protagonista Pavel prova sempre più odio per i nazisti e soprattutto per il loro comandante Engelchen, anche per gelosia personale.
Il protagonista continua a combattere contro i tedeschi, riportando vittorie. In lui matura una crescente avversione per la guerra e il rimorso per la violenza che ha visto.
Il film si conclude con il ricordo di un'azione dei partigiani, che ha avuto conseguenze disastrose.
I nazisti, sconfitti dai partigiani, hanno distrutto un villaggio, scelto come base dai partigiani in modo incauto.
Il comandante nazista Engelchen ha perso, ma ha fatto massacrare tutti gli abitanti del villaggio e ha lasciato solo macerie bruciate dietro di sé, per punire i partigiani.
Pavel continua a ripensare alla morte e alle brutalità che ha visto.
Marta, la sua amata, lo va a trovare in ospedale. Dice a Pavel che è troppo segnata dalla guerra e vuole dimenticare tutto. Marta non vuole più stare con lui e lo abbandona, partendo per l'estero.
Il protagonista Pavel è ora solo, disilluso e segnato dalla guerra che ha visto. Ha vinto, ma è stato segnato nel fisico e nella mente.
Non gli resta che cercare Enghelchen, il simbolo del Male nazista, per ucciderlo e vendicarsi delle sofferenze che ha inflitto a lui e al suo popolo.
In un finale aperto, Pavel se ne va dall'ospedale, con passo malfermo per le ferite della guerra. Ma porta con sé una pistola, con il fermo proposito di eliminare Engelchen.
Mentre se ne va, il prete e la suora che lo hanno assistito, si domandano che destino attenderà il protagonista.
La suora chiede al dottore se sa chi sia il comandante Enghelchen, di cui ha parlato tanto il protagonista. Il dottore risponde: " è uno dei nomi della Morte".

## Accoglienza della critica
Il film è stato ben accolto dalla critica e fu distribuito nelle sale italiane nel 1965 da Moris Ergas.
Il film è stato girato dai registi cecoslovacchi Ján Kadár e Elmar Klos, che furono entrambi partigiani nella Seconda guerra mondiale.
Il film risente di una grande influenza del movimento cinematografico della Nouvelle Vague degli anni '60 del Novecento. È caratterizzato da un grande sperimentalismo formale, da un intreccio narrativo molto complesso. La storia è piena di flashback di non chiara interpretazione, si sviluppa su più piani temporale e ha alcune battute di difficile interpretazione, molto intellettualistiche.
Il film è recensito positivamente dal "dizionario del cinema Morandini": La guerra e l'occupazione sono raccontati in toni cronachistici, fortemente emotivi, con efficaci scene d'azione, alcuni drammi personali e deboli agganci al presente.

Il film fu bene accolto anche dalla critica coeva.
I critici furono colpiti soprattutto dal finale aperto, che si conclude con il protagonista che è ancora deciso ad uccidere Engelchen per vendicarsi delle sue brutalità.
Il gesto si può interpretare non come un atto di vendetta contro un nemico vinto, ma come un atto di giustizia necessario affinché il mondo sia migliore e il Male eliminato per sempre.
Come rileva il critico Ermanno Comuzio:
«Perseguire Engelchen non è soltanto cercare la vendetta e ritrovare un equilibrio interiore, è ristabilire l'equilibrio. Non importa che (...) la sua ricerca da parte di Pavel sia un fatto privato (...) questo "regolamento di conti" (...) è un atto di fede in una superiore giustizia, poiché perseguire il Male è affermare una scelta, è non arrendersi ai fatti».

## Riconoscimenti
- Festival di Mosca 1963: Golden Prize